# Wilhelm Oechelhäuser

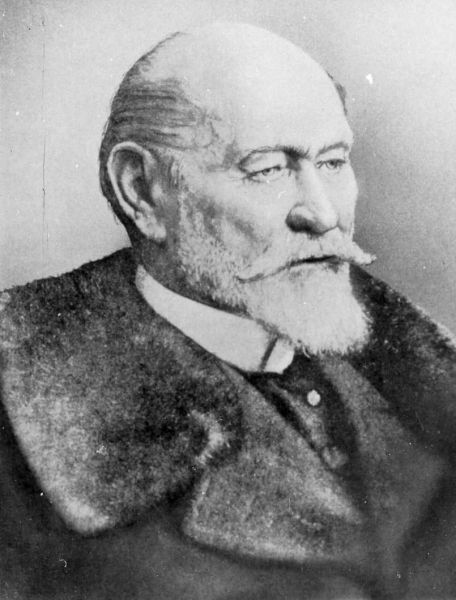
Wilhelm Oechelhäuser, um 1890

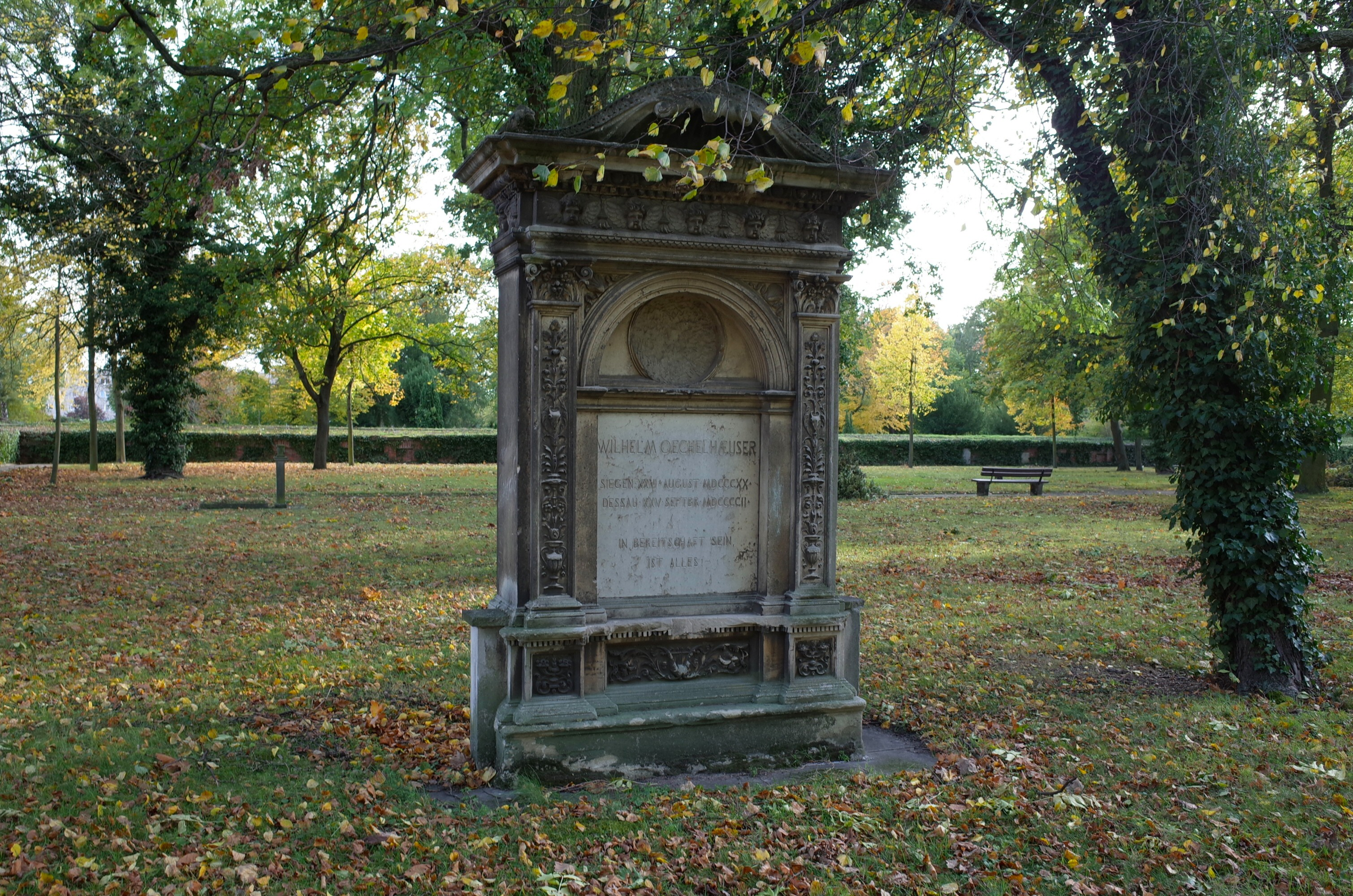
Ruhestätte auf dem Neuen Begräbnisplatz in Dessau

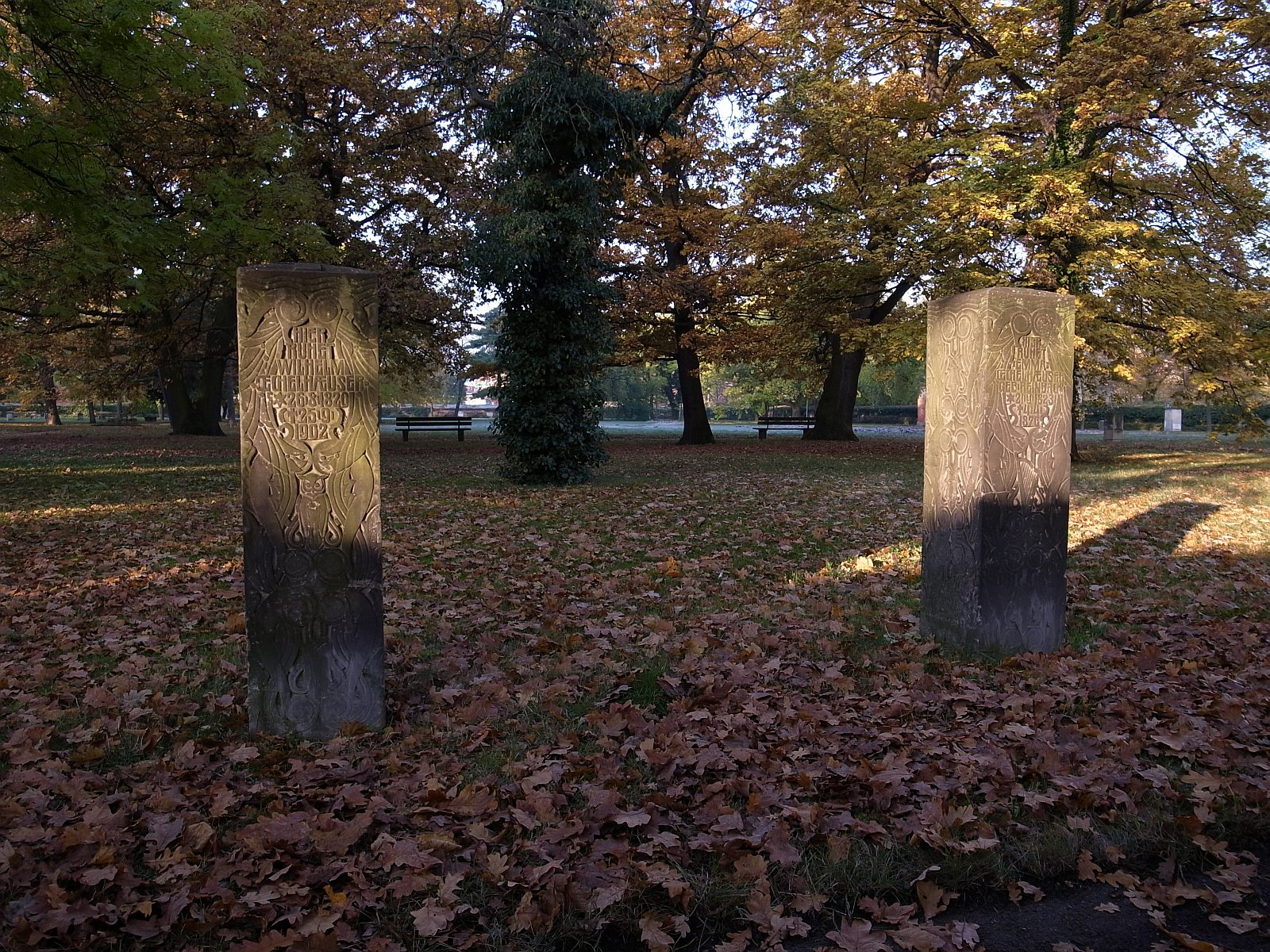
Zwei Stelen der ehemaligen Grabanlage

Justus Wilhelm Oechelhaeuser sen. (* 26. August 1820 in Siegen; † 25. September 1902 in seiner Villa „Belmonte“ bei Niederwalluf) war ein deutscher Kaufmann, Politiker und Wirtschafts-Manager. Von 1852 bis 1856 war er Bürgermeister der Stadt Mülheim an der Ruhr. Bekannt wurde er vor allem durch seine anschließende Tätigkeit als Generaldirektor der Deutschen Continental-Gas-Gesellschaft (Contigas) in Dessau und als Gründer der Deutschen Shakespeare-Gesellschaft.

## Leben und Wirken
Justus Wilhelm Oechelhäuser war der Sohn aus der Ehe des Siegener Papierfabrikanten Johannes Oechelhäuser und seiner zweiten Frau Marianne Charlotte (Marie-Lotte) geb. Schenck. Er war eines von 14 Kindern seines Vaters aus zwei Ehen.
Nach einer kaufmännischen Ausbildung nahm Oechelhäuser verschiedene Tätigkeiten in der Wirtschaft und seit 1848 in der Ministerialverwaltung auf. 1851 leitete er die Beratungskommission des Deutschen Zollvereins zur Londoner Industrieausstellung. 1851/1852 war er maßgeblich an der Gründung des Zollvereinsländischen Eisenhütten- und Bergwerksvereins beteiligt und übernahm dessen Geschäftsführung. 1852 wurde er zum Bürgermeister der Stadt Mülheim an der Ruhr gewählt, im gleichen Jahr wurde er Mitglied des preußischen Abgeordnetenhauses, schied aber ein Jahr später wieder aus. Bürgermeister war er noch bis 1856, bevor Hans Victor von Unruh ihn als Direktor für die ein Jahr zuvor gegründete Deutsche Continental Gasgesellschaft (mit dem Geschäftsfeld der Erzeugung und des Vertriebs von Stadtgas) nach Dessau rief, diese Funktion übte er bis 1890 aus.
Von 1878 bis 1893 war Oechelhäuser Mitglied des Deutschen Reichstags für den Reichstagswahlkreis Herzogtum Anhalt 2. Die Reform des Aktienrechts und das neue GmbH-Gesetz gingen mit auf seine Initiative zurück.
Bereits 1886 erfolgte die Gründung der Tochtergesellschaft Elektrische Zentrale Dessau, die das zweite Elektrizitätswerk in Deutschland errichtete, ab 1888 begann die Conti unter ihrem Generaldirektor Oechelhaeuser auch Gasmotoren zu entwickeln und holte zu diesem Zweck Hugo Junkers in ihr Konstruktionsbüro.
Oechelhaeuser gründete am 23. April 1864 die Deutsche Shakespeare-Gesellschaft in Weimar. Den anhaltischen Adelstitel nahm er 1883 für seine Söhne an. Im Jahr 1884 ernannte ihn der Deutsche Verein von Gas- und Wasserfachmännern zu seinem Ehrenmitglied.
Zusammen mit Junkers gründete sein Sohn Wilhelm von Oechelhäuser jun. (1850–1923) 1889 die Versuchsanstalt für Gasmotoren. Dort entstand 1892 einer der ersten Gegenkolbenmotoren. Wilhelm von Oechelhäuser jun. folgte seinem Vater auch 1890 als Generaldirektor der Contigas. Sein zweiter Sohn Adolf von Oechelhäuser war Kunsthistoriker und lehrte als Professor an der Technischen Hochschule Karlsruhe.
Oechelhäuser war ein aktiver Freimaurer. Er bekleidete das Amt des Meister vom Stuhl der Dessauer Loge Esiko zum aufgehenden Licht.

## Schriften
- Shakespears dramatische Werke. Weimar 1878, 7 Bände
- Einführungen in Shakespeares Bühnendramen. 3. Auflage, Minden 1895
- Shakespeareana. Berlin 1894
- Die wirtschaftliche Krisis. Berlin 1876 (Digitalisat: urn:nbn:de:s2w-11833)
- Die Nachteile des Aktienwesens und die Reform der Aktiengesetzgebung. Berlin 1878
- Die Tarifreform von 1879. Berlin 1880
- Die Arbeiterfrage. Berlin 1886[4]
- Ideen zur Gründung einer Deutschen Shakespeare-Gesellschaft. Siegen 1863
- Die sozialen Aufgaben der Arbeitgeber. 2. Auflage, Berlin 1887
- Soziale Tagesfragen. 2. Auflage, Berlin 1889 (Digitalisat: urn:nbn:de:s2w-9445)
- Die Deutsch-ostafrikanische Zentralbahn. Denkschrift. Berlin 1899
- Die Würdigung Shakespeare’s in England und Deutschland. Vortrag, gehalten zu Weimar am 23. April 1869 in der 5. Generalversammlung der Deutschen Shakespeare-Gesellschaft. (Digitalisat von der HAAB Weimar)